# Chilobrachys
Genre
Synonymes
- Musagetes Pocock, 1895
- Neochilobrachys Hirst, 1909

Chilobrachys est un genre d'araignées mygalomorphes de la famille des Theraphosidae.

## Distribution
Les espèces de ce genre se rencontrent en Asie du Sud, en Asie du Sud-Est et en Chine.

## Liste des espèces
Selon World Spider Catalog (version 24.5, 26/09/2023) :
- Chilobrachys andersoni (Pocock, 1895)
- Chilobrachys annandalei Simon, 1901
- Chilobrachys assamensis Hirst, 1909
- Chilobrachys bicolor (Pocock, 1895)
- Chilobrachys brevipes (Thorell, 1897)
- Chilobrachys dominus Lin & Li, 2022
- Chilobrachys dyscolus (Simon, 1886)
- Chilobrachys femoralis Pocock, 1900
- Chilobrachys fimbriatus Pocock, 1899
- Chilobrachys flavopilosus (Simon, 1884)
- Chilobrachys fumosus (Pocock, 1895)
- Chilobrachys guangxiensis (Yin & Tan, 2000)
- Chilobrachys hardwickei (Pocock, 1895)
- Chilobrachys himalayensis (Tikader, 1977)
- Chilobrachys huahini Schmidt & Huber, 1996
- Chilobrachys hubei Song & Zhao, 1988
- Chilobrachys jinchengi Lin & Li, 2022
- Chilobrachys jonitriantisvansickleae Nanayakkara, Sumanapala & Kirk, 2019
- Chilobrachys khasiensis (Tikader, 1977)
- Chilobrachys liboensis Zhu & Zhang, 2008
- Chilobrachys lubricus Yu, Zhang, Zhang, Li & Yang, 2021
- Chilobrachys natanicharum Chomphuphuang, Sippawat, Sriranan, Piyatrakulchai & Songsangchote, 2023
- Chilobrachys nitelinus Karsch, 1892
- Chilobrachys oculatus (Thorell, 1895)
- Chilobrachys paviei (Simon, 1886)
- Chilobrachys pococki (Thorell, 1897)
- Chilobrachys qishuoi Lin & Li, 2022
- Chilobrachys sericeus (Thorell, 1895)
- Chilobrachys soricinus (Thorell, 1887)
- Chilobrachys stridulans (Wood-Mason, 1877)
- Chilobrachys subarmatus (Thorell, 1891)
- Chilobrachys thorelli Pocock, 1900

## Systématique et taxinomie
Ce genre a été décrit par Karsch en 1891 dans les Theraphosidae.
Musagetes a été placé en synonymie par Pocock en 1900.
Neochilobrachys a été placé en synonymie par Nunn, West et von Wirth en 2016.

## Publication originale
- Karsch, 1891 : « Arachniden von Ceylon und von Minikoy gesammelt von den Herren Doctoren P. und F. Sarasin. » Berliner Entomologische Zeitschrift, vol. 36, p. 267-310 (texte intégral).